# Aveinte (kommunhuvudort)
Aveinte är en kommunhuvudort i Spanien.   Den ligger i provinsen Provincia de Ávila och regionen Kastilien och Leon, i den centrala delen av landet, 100 km väster om huvudstaden Madrid. Aveinte ligger 998 meter över havet och antalet invånare är 109.
Terrängen runt Aveinte är platt åt nordväst, men åt sydost är den kuperad. Terrängen runt Aveinte sluttar norrut. Runt Aveinte är det ganska glesbefolkat, med 24 invånare per kvadratkilometer. Närmaste större samhälle är Ávila, 18,0 km sydost om Aveinte. Trakten runt Aveinte består till största delen av jordbruksmark.